# 2022年巴基斯坦洪灾
自2022年6月以来，巴基斯坦多地遭遇季风强降雨并致全国四分之三的地区引发洪灾，巴基斯坦三分之一国土被洪水淹没。联合国于9月2日发布的报道显示，在过去数周时间里，巴基斯坦的季风暴雨打破了一个世纪以来的纪录，部分省份的降雨量是其30年间平均降雨量的五倍多。大量房屋、道路和桥梁被冲毁，造成严重的人员伤亡和经济损失，本次洪灾被认为是世界上自2017年南亞水災以來傷亡最多的洪災。
2022年8月25日，巴基斯坦政府正式宣布进入国家紧急状态。巴基斯坦气候变化部长雪莉·雷曼表示此次洪灾是严重的人道主义灾难，并呼吁国际社会提供帮助。

## 背景

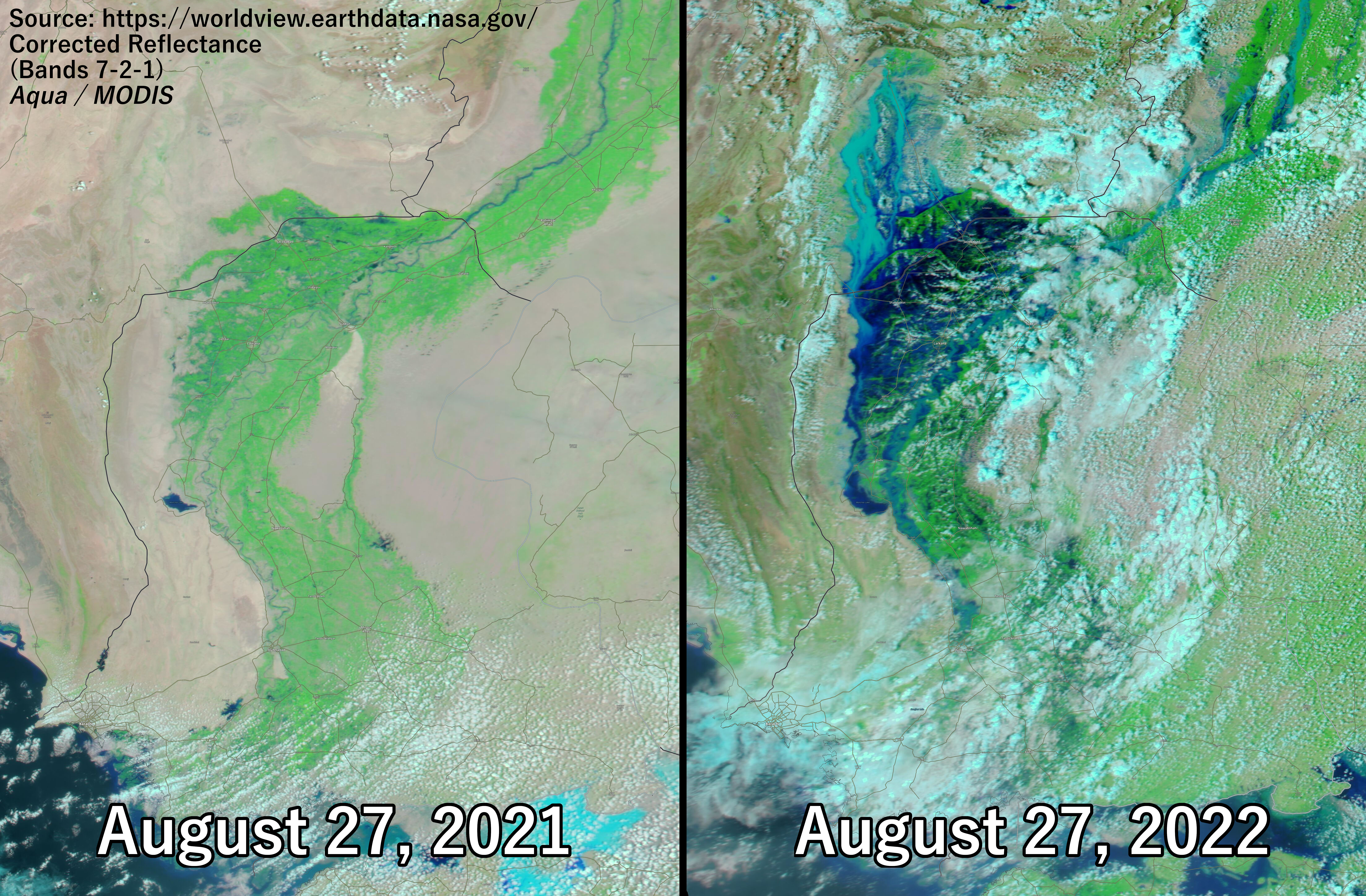
衛星圖像顯示了2021年（洪水前一年）和2022年巴基斯坦南部的並排比較

2022年間，巴基斯坦的降雨量高於以往，信德省、俾路支省的降雨量分別為過去平均多出784%及500%。印度及孟加拉亦出現高於平均的季風降雨。印度洋為世界上暖化最快的區域之一，平均升溫1°C （相較於全球平均升溫為0.7°C）。 海面溫度上升被認為是與季風降雨增加相關。此外，巴基斯坦南部於2022年5、6月連續發生創紀錄的熱浪，使之更可能發生氣候變遷。而產生热低压並帶來強於以往的降雨。該熱浪亦為吉尔吉特-巴尔蒂斯坦發生冰川洪水的成因。
巴基斯坦本身的温室气体排放量不到全球的1%，但却是最容易受到气候变化影响的地区之一。一个国际气候科学家团队的研究表明，全球变暖使洪水严重性增加50%，并增加了未来发生洪水的可能性。  然而，巴基斯坦内部也有一些因素造成洪水更为严重，例如森林砍伐等。

## 影响

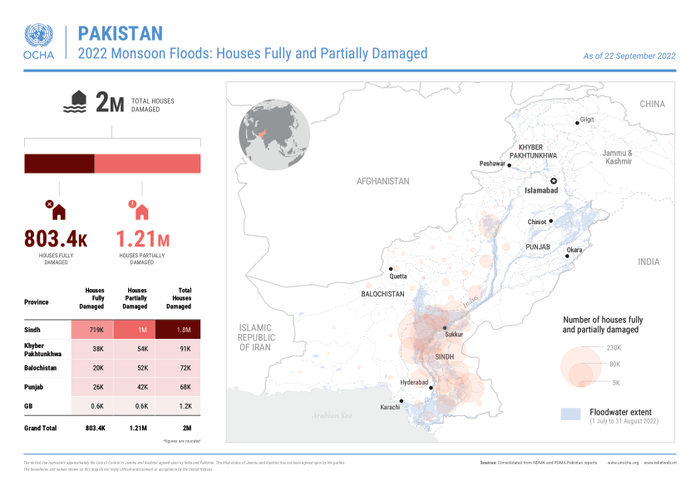
各地區房屋受損數量

卫星应用服务项目报告称，75万平方公里（约占巴基斯坦国土总面积的9%）被洪水淹没，美国国际开发署称最大洪水范围为32800平方英里（约占印度的10%）。BBC的一篇报道估计，巴基斯坦约有10-12%的地区被洪水淹没；积水总面积在7月至8月间达到顶峰，约为32800平方英里（84952平方公里）。 自6月中旬以來，截至2022年9月3日，本次洪灾已造成1290人丧生，受伤人数为12588人，受灾人口超过3304万人，暴雨和洪水造成巴基斯坦全国5563公里公路、243座桥梁损毁，超过146万座房屋倒塌或部分毁坏。联合国儿童基金会驻巴基斯坦代表法迪尔表示，巴基斯坦全国至少有1.8万所学校受损或被毁，1600万儿童受到洪灾影响，其中有340万需要人道主义支助。
位于巴基斯坦南部的信德省和俾路支省洪灾尤为严重，其次为旁遮普省。根据巴基斯坦国家灾难管理局的数据，截至2022年9月3日，信德省占据了巴基斯坦国内划定的66个灾区中的23个，有306人因洪水和与暴雨引起的其它灾害而遇难，一千万人流离失所，57496座房屋遭到严重破坏或完全毁坏，830头牛丧生，154万英亩的农田被毁。而且信德省生产的粮食原占巴基斯坦口粮的一半，但受洪灾影响，已无法完成下一季作物的种植，信德省的受灾会使巴基斯坦的出口与粮食安全受到影响。
俾路支省方面，截至2022年8月26日，有234人遇难，超过42万所房屋被损坏或完全摧毁，30.4万英亩的农作物被损失，俾路支省首府奎达市内的电力、天然气供应和互联网因灾情而被切断。其省内的八个区有约103个卫生设施受损，造成严重的医疗卫生压力。
阿扎德克什米爾地區的洪水造成至少41人死亡，五名來自面瓦里的遊客被捲走，後來被證實於8月19日在尼勒姆山谷遇害。

## 赈灾
为应对洪灾影响，8月26日，巴基斯坦总理夏巴茲·謝里夫在视察信德省洪水灾区时宣布，为信德省提供150亿卢比的救灾款。謝里夫表示，政府在救济资金方面已支出五十亿卢比，每个死者的家属都获得了一百万万卢比的经济援助，每个受灾家庭立即获得2.5万卢比，并为此拨款800亿卢比。巴基斯坦内阁成员决定捐助他们一个月的工资用于抗洪救灾。

## 国际援助

### 国际机构
联合国
洪灾发生后，联合国中央应急基金拨款300万美元，为巴基斯坦最有需要的人提供医疗、营养、食品、水、环境和个人卫生服务。2022年8月30日，联合国秘书长安东尼奥·古特雷斯呼吁为巴基斯坦筹款1.6亿美元，用于为灾民提供食物、水、卫生设施、紧急教育和健康支持。此前，世界银行宣布向巴基斯坦提供3.5亿美元紧急援助，世界粮食计划署为巴基斯坦提供提供1.1亿美元援助，亚洲开发银行宣布提供两千万美元的援助。2022年9月，联合国秘书长安东尼奥·古特雷斯抵達巴基斯坦視察災情。

### 国家
美国
美国国务卿安東尼·布林肯於8月18日宣布提供100萬美元災難救助予巴基斯坦，以應對洪水帶來的挑戰。
 中华人民共和国
2022年8月24日，中国外交部表示，此前已在中巴经济走廊社会民生合作框架下向巴基斯坦提供4千顶帐篷、5万条毛毯、5万块防水篷等救灾物资，并决定追加援助包括2.5万顶帐篷及其他巴方急需的救灾物资，并将继续推进两国在防灾减灾和气候变化等领域的合作。8月29日，中国国家主席习近平与总理李克强分别致电了巴基斯坦总统阿尔维、巴基斯坦总理夏巴兹·谢里夫，就巴基斯坦发生严重洪涝灾害表示慰问。8月30日，中國紅十字會宣布向巴基斯坦红新月会提供30万美元人道主义现汇援助。8月30至31日，中国空军使用4架次运-20运输机将3千顶帐篷等人道主义救援物资运抵卡拉奇。9月3日，中国国家国际发展合作署决定向巴基斯坦追加一批紧急人道主义物资援助。
2022年10月11日，中国应急管理部牵头组建的中国防洪减灾专家组抵达巴基斯坦首都伊斯兰堡，帮助巴方开展灾害评估和防洪减灾指导工作。
 英國
2022年8月27日，英国宣布向巴基斯坦提供了150万英镑的人道主义资金，用于受洪水影响最严重的地区的救援工作。UK Aid宣布为巴基斯坦的短期和长期项目追加3800万英镑援助。同年9月1日，英国追加1500万英镑人道主义资金用于受洪水影响最严重的地区的救援工作，其中500万英镑将用于慈善机构Disasters Emergency Committee的巴基斯坦洪灾呼吁项目。
 柬埔寨
2022年9月5日，柬埔寨外交部决定，向巴基斯坦捐款5万美元。
其他國家
阿联酋和一些其它国家向巴基斯坦捐款。

## 事故
当地时间8月1日一架巴基斯坦陆军直升机在俾路支省的拉斯贝拉救灾时失联。当地时间8月2日失联的军用直升机的残骸被找到，机上包括负责监督俾路支省救灾行动的12兵团司令萨尔夫拉兹·阿里中将在内的6人，全部遇难。